# Бужок (село)
Бужок (укр. Бужок) — село в Золочевской городской общине Золочевского района Львовской области Украины.
Население по переписи 2001 года составляло 529 человек. Занимает площадь 1,216 км². Почтовый индекс — 80710. Телефонный код — 3265.

## Известные люди
В селе родился композитор Богдан Михайлович Сапелюк.

## Фотографии
- Церковь Святого Николая
- Колокольня
- Вид на село в 1917 г.
- Школа